# Global Airlines
Global Airlines Limited es una nueva aerolínea británica que pretende iniciar operaciones desde Londres y París a Nueva York y Los Ángeles en 2025, utilizando una flota de cuatro Airbus A380.

## Historia
La compañía compró su primer avión en mayo de 2023 y afirma ser el primer nuevo propietario de un Airbus A380 en ocho años. Inicialmente, la compañía había propuesto operar su avión con cinco clases de servicio, incluida una "clase Gamer", pero luego anunció una configuración más convencional de tres clases con 450-470 asientos.
Global Airlines anunció el 1 de junio de 2023 que Richard Stephenson, ex director ejecutivo de Aerotime y director de comunicaciones de la Autoridad de Aviación Civil de Reino Unido durante 6 años, había sido nombrado director comercial y había estado asesorando a James Asquith desde el verano anterior.
El 27 de junio de 2023, Global Airlines anunció que Matthew Brown de Matthew Brown Companies, con sede en Texas, había asumido el papel de accionista y asesor de Global Airlines, para centrarse en formular la futura estrategia de inversión de la empresa.
En noviembre de 2023, Global Airlines anunció una asociación con proveedores para un programa de renovación que comenzará en el primer avión de la aerolínea en enero de 2024.
En febrero de 2024, Global Airlines registró su primer Airbus A380 en Transport Malta a través de Hi Fly Malta. El primer Airbus A380 de Global Airlines fue operado anteriormente por China Southern Airlines y llegó al aeropuerto de Glasgow Prestwick para su remodelación en abril de 2024. El segundo fue operado anteriormente por Singapore Airlines.
La compañía no ha obtenido un certificado de operador aéreo ni un permiso de operador extranjero del Reino Unido. En marzo de 2025, anunció su intención de operar sus primeros vuelos en mayo de 2025 bajo un contrato de arrendamiento con tripulación con Hi Fly Malta.
La aerolínea operará dos vuelos a Nueva York, uno desde Glasgow, Escocia, el 15 de mayo, y otro desde Manchester, Inglaterra, el 21 de mayo. Las tarifas comienzan en 466 libras esterlinas para la clase Global Traveller, 2024 libras para la clase Business, y 3825 libras para primera clase.

## Flota
| Aeronaves   | En servicio | Pedidos | Pasajeros | Pasajeros | Pasajeros | Pasajeros | Matrículas | Antigüedad | Notas                |
| Aeronaves   | En servicio | Pedidos | F         | C         | Y         | Total     | Matrículas | Antigüedad | Notas                |
| ----------- | ----------- | ------- | --------- | --------- | --------- | --------- | ---------- | ---------- | -------------------- |
| Airbus A380 | 1           | 3       | 12        | 60        | 399       | 471       | 9H-MIP     | 17,8 años  | Pendiente de entrega |
| Airbus A380 | 1           | 3       | 8         | 70        | 428       | 506       | 9H-GLOBL   | 12 años    | En servicio          |
| Total       | 1           | 3       |           |           |           |           |            |            |                      |